# Col de Dame Gris
Col de Dame Gris es un cultivar de higuera de tipo higo común Ficus carica, unífera (con una sola cosecha por temporada, los higos de otoño), con higos de epidermis con color de fondo púrpura azul-grisáceo y con sobre color verde grisáceo, con un cuello alargado grueso con pedúnculo muy corto verdoso. Se cultiva principalmente en la zona sur de Francia.

## Sinonimia
- „Coll de Senyora Negra“ en Cataluña,[6][7]
- „Cuello de Dama Negra“ en Aragón,[8]
- „d’Abouch Takli“ en África del Norte Cabilia,[9]

## Historia
Numerosas variedades de higos se han mencionado, por ejemplo, en Languedoc en los escritos de Olivier de Serres y en el "Tableau du Maximum de Sommieres" (Gard) en 1793. En ese momento, el mercado de Perpiñán ofrecía solo 'Col de Dame', 'Bourdissot' (variedad que actualmente se llama higo de Solliès), e higos comunes.
Es difícil estimar la producción de esta variedad. Sin embargo, podemos señalar que de las 3500 toneladas de higos que se producen cada año en Francia, la mayor cantidad proviene de la Provenza y el higo púrpura de Solliès representa el 80% del mercado. El resto se divide entre las diferentes variedades locales, cultivadas en diferentes territorios, en particular en Cevenas, Aude y Pirineos Orientales.
Descrito por Risso en 1826 con el nombre de Ficus Carica Domina', 'Figuier des Dames'. Descrito por Audibert en 1854.
Esta variedad muy antigua forma una familia de higos con una forma particular con un cuello muy pronunciado y un sabor muy dulce, casi confitado. Los colores de las diferentes variedades de Col de Dame varían de verde a negro, gris y marrón.

## Características
La higuera 'Col de Dame Gris' es una variedad unífera de tipo higo común. Árbol de vigorosidad elevada, de 5 a 8 metros de diámetro por 3,5 a 5 metros de altura, dependiendo del tamaño de las podas, copa esparcida importante. 'Col de Dame Gris' tiene un desprendimiento mediano de higos, con un rendimiento productivo elevado y periodo de cosecha mediano. La yema apical cónica de color verde amarillento.
Los frutos de la higuera 'Col de Dame Gris' son higos de un tamaño de longitud x anchura:60 x 70mm, con forma piriforme, que presentan unos frutos bastante grandes, simétricos en la forma, uniformes en las dimensiones, de unos 50 a 60 gramos en promedio, con un cuello alargado grueso. Su epidermis es de un grosor bastante delgado, de consistencia fuerte y fina al tacto, color de fondo púrpura azulgrisáceo y con sobre color verde grisáceo, es más verde cerca del pedúnculo. Ostiolo de 1 a 3 mm con escamas pequeñas moradas. Pedúnculo muy corto de 1 a 2 mm cilíndrico verde claro. Grietas ausentes o pueden aparecer en la madurez. Costillas prominentes. Con un ºBrix (grado de azúcar) de 25 de sabor dulce y jugoso (más dulce que en 'Col de Dame Blanc'), con color de la pulpa rojo oscuro. Con cavidad interna pequeña, con pocos aquenios pequeños. Los frutos maduran tardíamente con un inicio de maduración de los higos de finales septiembre a finales de octubre. Cosecha con rendimiento productivo elevado y periodo de cosecha mediano. Difícil de madurar fuera de las regiones mediterráneas.
Solo se diferencia del otro 'Col de Dame' por el color de la epidermis.

## Cultivo de la higuera en Francia
Los huertos de cultivo de higos en Francia representa aproximadamente 430 hectáreas para una producción nacional de 3.500 toneladas en promedio. 
El Var proporciona dos tercios de esta producción, con la variedad de Burjasot Negro que está considerada como AOC. En la segunda posición se encuentra Bouches-du-Rhône (Bocas del Ródano: 260 toneladas)(según datos 2007)
Es la variedad « „Figues longues noires de Caromb“ » cultivada en la zona de Caromb con unas 137 toneladas, representa el 5% de la producción nacional de higos, por la cual el departamento de Vaucluse figura en 3ª posición de la producción de Francia (2007).
Hoy contamos con un puñado de productores de 'Coll de Senyora Noire' en Pirineos Orientales, particularmente en el valle del Agly, en el lado de Espira de l'Agly y Rivesaltes, y en Toulouges.
Un puñado de productores de 'Col de Dame Gris' en la zona de los Pirineos, Languedoc-Rosellón, Ariège.
En el Languedoc-Rosellón, el cultivo de la higuera ha caído en desuso. De hecho, es un cultivo que necesita mucho cuidado: la recolección de higos requiere varios periodos, ya que los frutos nunca maduran al mismo tiempo. La higuera de Solliès o 'Burjassot' es menos tardía que la higuera 'Coll de Senyora Noire' (se cosecha desde mediados de agosto), menos frágil (probablemente porque es menos jugosa) y se presta mejor para el transporte y almacenamiento.